# Donkere Sluis (Gouda)
De Donkere Sluis in Gouda, in de Nederlandse provincie Zuid-Holland, is de oudste sluis van deze stad. De sluis ligt in een bocht (de Dubbele Buurt) van de Gouwe, die via De Haven uitwatert op de Hollandsche IJssel. De geschiedenis ervan gaat terug tot een ver verleden, in elk geval tot in de 13e eeuw. Men veronderstelt zelfs dat de sluis al in 1065, zo niet eerder bestond. Naar men aanneemt is op deze plaats een dam gelegd in de Gouwe met daarin een eerste sluis.

## Naamsverklaring
De Donkere Sluis, met de tegenstrooms openende deuren is nu uniek in Nederland. Vroeger waren er veel meer van dergelijke sluizen in Nederland, onder andere een in Schiedam. Waar de naam Donkere Sluis vandaan komt is niet duidelijk, door sommigen wordt verondersteld dat mogelijk de sluis in het verleden een overkapping zou hebben gehad en daardoor donker was. Dergelijke sluizen werden ook wel De sluizen van Donker genoemd. De uitvinder is echter Cornelis Dircksz. Muys, stadstimmerman in Delft in het laatst van de 16e eeuw.

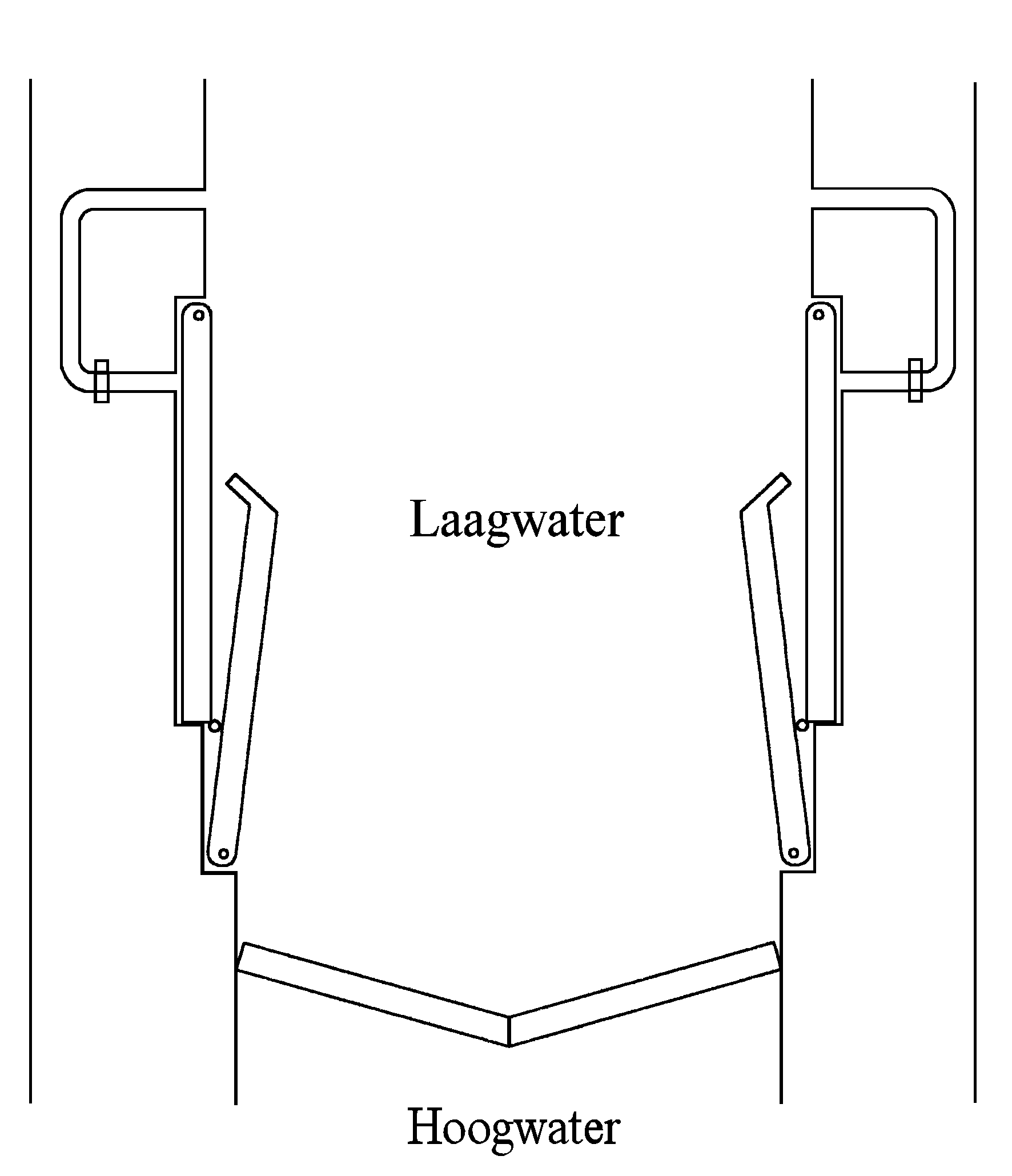
Tek. 1. De sluis met het eerste stel deuren in dienst als keersluis voor de scheepvaart
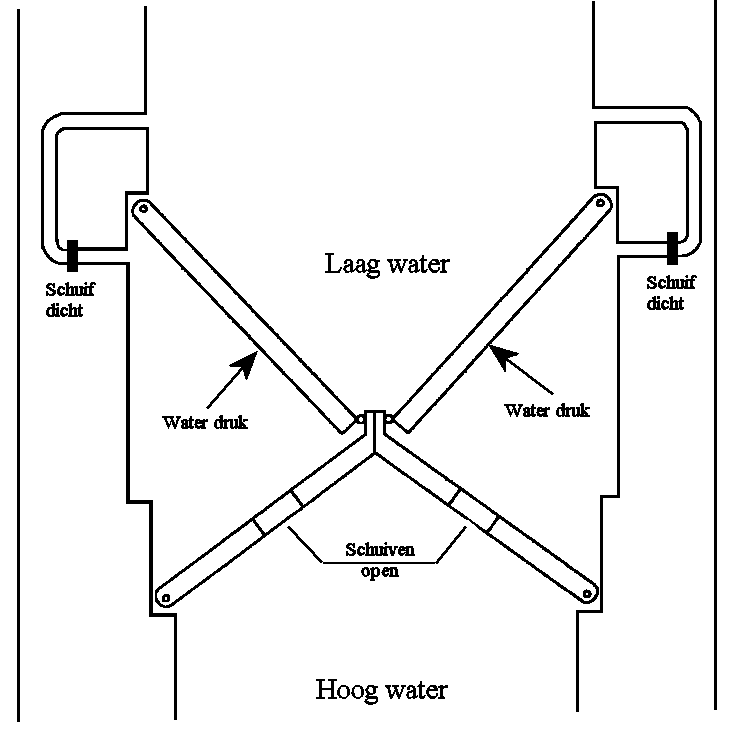
Tek. 2. Voorbereiding voor het schuren van de grachten. Hoogwater tegen buitenste sluisdeuren
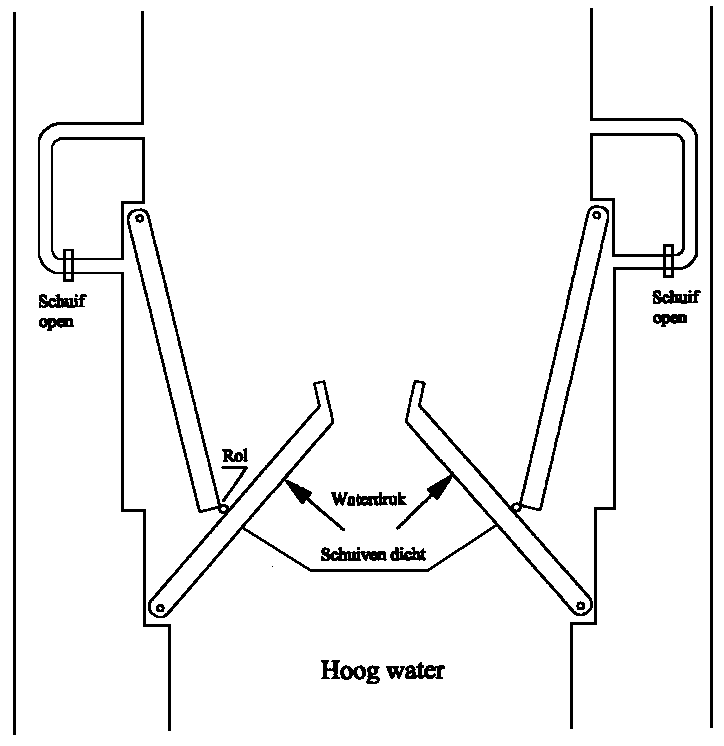
Tek. 3. Het begin van het schuren van de grachten. De schuiven van de buitenste deuren worden gesloten en in de twee omloopkolken geopend. Daardoor zakt het water tussen de deuren en openen de buitenste deuren zich. Zij drukken de binnenste deuren daarbij open en het water stroomt met grote kracht naar het er achter gelegen grachtenstelsel in de stad.

## Van keersluis naar schutsluis
Aanvankelijk was de Donkere Sluis in Gouda een keersluis, wat betekende dat schepen er alleen konden in- en uitvaren als het water in de rivieren de Gouwe en Hollandsche IJssel even hoog stond. Omstreeks 1308 werd de keersluis op last van Jan van Beaumont door het aanbrengen van een tweede stel deuren omgebouwd tot een schutsluis.
Om van de Hollandsche IJssel op de Gouwe te komen, moesten de schepen deze sluis passeren. Aanvankelijk werden de sluisdeuren alleen geopend als het peil van de Gouwe ongeveer gelijk was aan dat van de Hollandsche IJssel. Dit veranderde in 1436, toen iets noordelijker aan het Amsterdamse Veer een sluis werd gebouwd op initiatief van Haarlem en op kosten van Leiden, Amsterdam, Gouda, Alkmaar, Hoorn, Medemblik en Edam. Hierdoor ontstond tussen de Donkere Sluis en de Amsterdamse Sluis een schutkolk van 380 meter lang.
Met deze financiering is het belang, dat deze steden aan deze scheepvaartverbinding voor hun handel hechtten, duidelijk. Deze verbinding was van internationaal belang geworden, bijna alle goederen van Oostzee tot Antwerpen passeerden deze route. Afgezien van de scheepvaart via de Noordzee, zoals de kustvaart.
In 1615 werd ook een sluis gebouwd aan de mond van de Haven. Deze Havensluis moest het slibrijke vloedwater tegenhouden en werd dus niet geopend bij opkomend tij. Het schutten door deze drie sluizen duurde minstens zes uur, maar gebeurde wel met tientallen schepen tegelijk. De Havensluis en de Donkere Sluis stonden open bij laag water op de IJssel. Het Amsterdams Verlaat werd pas geopend als de twee andere sluizen gesloten waren. De schippers van de in de kolk gelegen schepen droegen door hun langdurige verblijf bij aan de lokale economie. In 1954 is een einde aan deze doorvaart gekomen, toen de Havensluis werd vervangen door een duiker, bij het doortrekken van de verkeersweg langs de IJssel. Tot die tijd lag deze schutkolk soms geheel vol met schepen. De Donkere Sluis en de Amsterdamse Sluis konden hun bestaan rekken als beschermde monumenten. De Havensluis functioneert nog als afsluiting van de duiker.
De Donkere Sluis maakte deel uit van het complex Amsterdamsche Sluis, Donkere Sluis en Havensluis, dit drietal vormde met elkaar een bijzonder lange schutsluis met twee sluiskolken. De schutkolk van de Amsterdamsche keersluis tot de Donkere Sluis is 380 m lang, die van de Haven 402 m. Daarmee vormt zij, gekoppeld, voor zover bekend, de langste schutsluis ter wereld.
Zowel de doorvaartwijdte als de drempelhoogte, maakte de sluis weinig geschikt voor grote schepen. Alleen als men bij het schutten achtereenvolgens gebruik kon maken van beide kolken, dat wil zeggen schutten met twee trappen, konden ook vrij diepgaande schepen over de drempel in de Donkere Sluis varen. De schepen die smal genoeg waren om door de sluis te varen heetten smalschip. Schepen die breder waren dan de doorvaarbreedte van 16 voet 16 duim werden wijdschip genoemd.

## Schuren
Tot in het begin van de jaren vijftig had de Donkere Sluis een belangrijke functie bij het verversen van het water in de stadsgrachten, die toen nog in de meeste gevallen open riolen waren. Wanneer het in de Hollandsche IJssel hoogwater was en het eb begon te worden, lieten ze door de Havensluis de gracht tot een bepaalde hoogte vollopen. Dan wachtten ze op de ebstroom, omdat anders te veel slib de stad binnen zou stromen. Daarna deden ze de Havensluis weer dicht. De Donkere Sluis heeft drie paar deuren, waarvan het binnenste (zuidelijke) paar gebruikt werd voor het schutten. Zie tek. 1.
De andere deuren, die vlak bij elkaar staan en, wanneer ze gesloten zijn, een kruis vormen, werden vóórdat de Haven volloopt dicht gezet. Via schuiven in de middelste deuren stond de waterdruk tegen de buitenste deuren. Zie tek. 2.
Om nu de grote hoeveelheid water die in de gracht staat met vrij grote kracht naar binnen te laten stromen om de Goudse grachten schoon te spoelen, moest het dubbele paar deuren, terwijl er vrij hoog water tegen drukte, vrij vlug geopend kunnen worden. De schuiven in het binnenste stel deuren werden gesloten en de schuiven in de buizen werden geopend. Door dit vernuftig stelsel van schuiven (in Holland uitgevonden) drukt het binnenste van de twee paar deuren, dat naar buiten openslaat, het buitenste paar, dat naar binnen openslaat, open. Het water stroomde dan met kracht in de Gouwe. Zie tek. 3.
Het stromende water werd gestuit door de keersluis aan het Amsterdamsche Veer en gedwongen om door de diverse zijgrachten te stromen. Dit water kwam vervolgens ten noorden van de keersluis aan het Amsterdamsche Veer in de Gouwe terecht en stroomde in de Gouwe buiten Gouda. Of via een van de stadssingels, de Turfsingel en kon (terwijl het vuil meegespoeld werd) door de Mallegatsluis wegstromen in de IJssel, waar het inmiddels laag water was geworden. In verschillende zijgrachten zijn sluisdeuren aangebracht, zodat het water langs verschillende routen kon worden geleid.

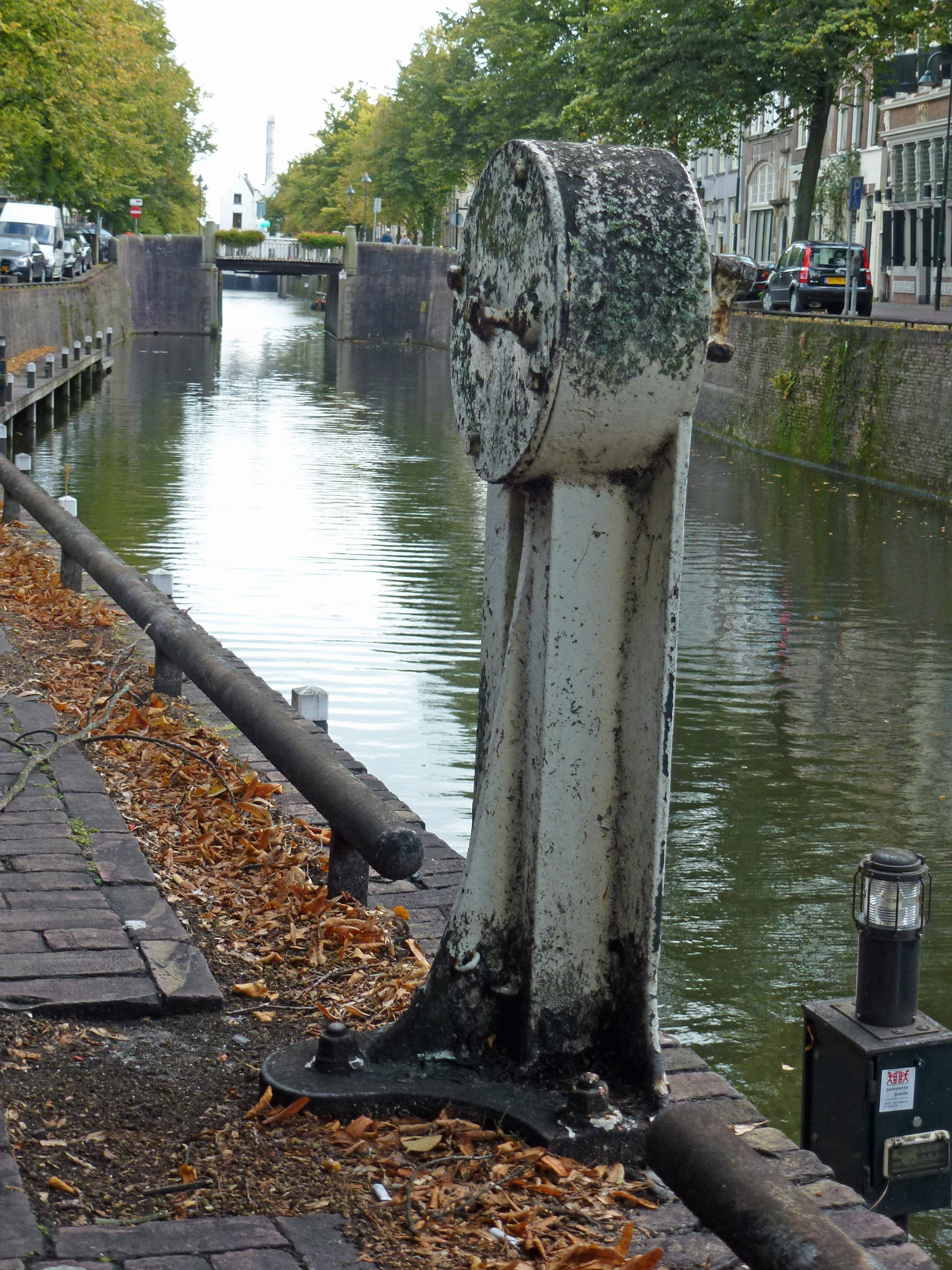
Bedieningsmechanisme van een rinket

In de kademuren waren op sommige plaatsen kleine openingen, rinketten genoemd, die het mogelijk maakten de riolering door te spoelen. Een rinket kon met een vast op de kade staand bedieningsmechanisme worden geopend of gesloten. Twee rinketten aan de Oost- en Westhaven, zijn nog aanwezig.

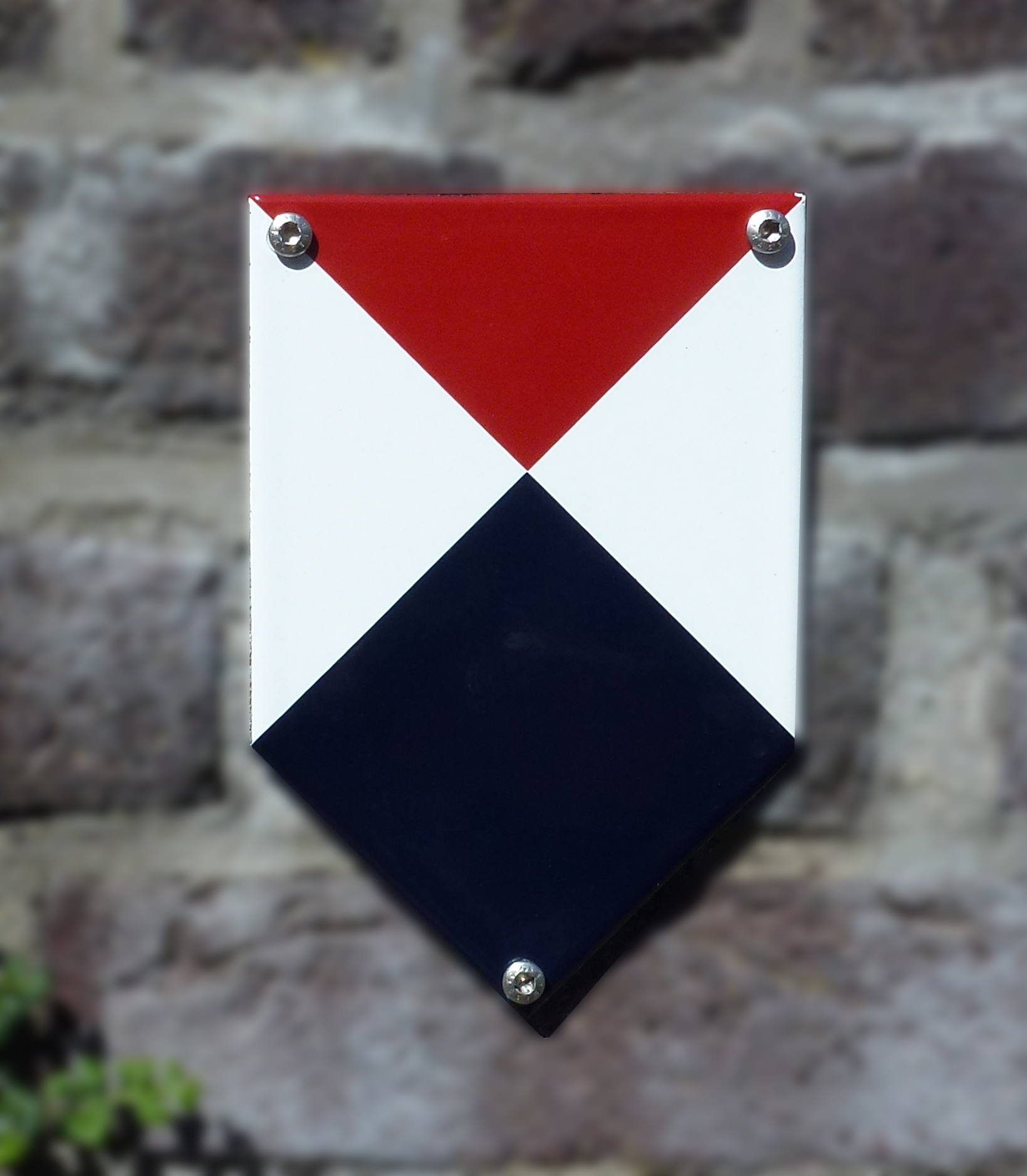
Water & Heritage Awareness schildje

## Water en erfgoed schildje
Op 17 juni 2016 werd de Donkere sluis door ICOMOS Nederland aangewezen als een historisch watersysteem en staat daarmee samen met de Magere Brug in Amsterdam op de watererfgoedlijst. Het Water & Heritage Awareness schild is te zien in de Donkere sluis.
Straten en pleinen: Achter de Kerk · Achter de Vismarkt · Hoge Gouwe · Kleiweg · Lage Gouwe · Markt · Naaierstraat · Oosthaven · Spieringstraat · Tiendeweg · Turfmarkt · Westhaven

Sluizen: Donkere sluis · Hanepraaisluis · Havensluis · Ir. De Kock van Leeuwensluis · Julianasluis · Mallegatsluis · Moordrechtse Verlaat · Waaiersluis

Grachten en singels: Gouwe · Haven · Karnemelksloot · Turfmarkt · Turfsingel